# Feedback records
Feedback records är en skivetikett under Dot-Music AB. De har släppt skivor från Attention, Emilh, Fueler, Himlaväsen, Hiphopmässan, Kite, Meadow, Pernilla Emme, Pilot, Remission, Indigo  och Tiger & hans vänner.
Feedback Records integrerades under 2011 under huvudlabeln DooLittle Records. Orsaken var en sammanslagning av Christian Liljegrens (Narnia , Divine Fire, Modest Attraction m.fl.) skivbolag Liljegren Records och Dot-Musics labels Feedback Records och Soulscape Records.